# スタイル・フリー
株式会社スタイル・フリー（英: STYLE FREE, Inc.）は、東京都新宿区に本社を置く、ウェブサイト制作やシステムインテグレーション事業を行う企業である。

## 概要
2007年4月13日設立。ウェブサイトの制作や運用、保守管理をメインとし、ホスティングサービスの運営・保守管理や、各種インターネットポータルサイトの運営・管理を行っている。
2012年11月にソーシャルゲーム事業部を立ち上げ、2013年4月にモバイル版、同年6月にスマートフォン版のソーシャルゲームを発表。 Mobage（モバゲー）より同社名義でリリースした。
2013年4月よりシステムインテグレーション事業部（SIer事業部）を発足。